# The Living End (Hüsker Dü)
The Living End, pubblicato nel 1994, è un album live degli Hüsker Dü che testimonia l'attività dal vivo della band durante il loro ultimo anno di attività (il 1987).
Sono presenti le canzoni più famose della band, più una pregevole cover dei Ramones: Sheena Is a Punk Rocker.

## Tracce
1. New Day Rising (Mould/Hart/Norton) — 3:07
2. Girl Who Lives on Heaven Hill (Hart) — 3:08
3. Standing in the Rain (Mould) — 3:36
4. Back from Somewhere (Hart) — 2:25
5. Ice Cold Ice (Mould) — 4:20
6. Everytime (Norton) — 2:40
7. Friend, You've Got to Fall (Mould) — 3:11
8. She Floated Away (Hart) — 3:30
9. From the Gut (Mould/Norton) — 1:34
10. Target (Mould) — 1:46
11. It's Not Funny Anymore (Hart) — 2:11
12. Hardly Getting Over It (Mould) — 5:55
13. Terms of Psychic Warfare (Hart) — 2:01
14. Powerline (Mould) — 2:27
15. Books About UFOs (Hart) — 2:25
16. Divide and Conquer (Mould) — 2:25
17. Keep Hanging On (Hart) — 3:23
18. Celebrated Summer (Mould) — 4:36
19. Now That You Know Me (Hart) — 3:32
20. Ain't No Water in The Well (Mould) — 2:47
21. What's Going On (Hart) — 3:21
22. Data Control (Hart) — 5:10
23. In a Free Land (Mould) — 3:36
24. Sheena Is a Punk Rocker (Ramones) — 3:13